# Chthonius jugorum
Espèce
Chthonius jugorum est une espèce de pseudoscorpions de la famille des Chthoniidae.

## Distribution
Cette espèce se rencontre dans les Alpes en Italie et en Autriche.

## Publication originale
- Beier, 1952 : Neue Pseudoscorpione von den Dolomiten. Studi Trentini di Scienze Naturali, vol. 29, no 1/2, p. 56-60.